# フアン・ブランダリス・モビージャ
チュミ（Chumi）ことフアン・ブランダリス・モビージャ（Juan Brandáriz Movilla、1999年3月2日 - ）は、スペイン・ア・ララーチャ出身のサッカー選手。UDアルメリア所属。ポジションはDF。

## クラブ経歴
ガリシア州のア・ララーチャに生まれ、2014年にデポルティーボ・ラ・コルーニャからFCバルセロナのカンテラへ加入した。2018年6月、Bチームに昇格した。
2018年11月1日、コパ・デル・レイのクルトゥラル・レオネサ戦でトップチームデビューを飾った。
2020年9月10日、セグンダ・ディビシオンのUDアルメリアと2年契約を交わした。